# Бошевка (Бурынский район)
Бошевка (укр. Бошівка) — село,
Николаевский сельский совет,
Бурынский район,
Сумская область,
Украина.
Код КОАТУУ — 5920985002. Население по переписи 2001 года составляло 468 человек .

## Географическое положение
Село Бошевка находится на правом берегу безымянного притока реки Курица,
выше по течению на расстоянии в 1 км расположено село Гезовка (Белопольский район),
ниже по течению на расстоянии в 1 км расположено село Николаевка,
на противоположном берегу — село Карпенково.
Река в этом месте пересыхает, на ней несколько запруд.

## Экономика
- Молочно-товарная ферма.

## Объекты социальной сферы
- Школа I-II ст.